# Distintivos de grado de la Gente de Mar de la Armada de Chile

## Distintivos de grado
| Rango            | Suboficial Mayor  | Suboficial | Suboficial  | Clase       | Clase   | Clase   | Clase                  |  |
| ---------------- | ----------------- | ---------- | ----------- | ----------- | ------- | ------- | ---------------------- |  |
| Hombro           |                   |            |             |             |         |         |                        |  |
| Bocamanga        |                   |            | -           | -           | -       | -       | -                      |  |
| Grado            | Suboficial Mayor  | Suboficial | Sargento 1° | Sargento 2° | Cabo 1° | Cabo 2° | Marinero 1°-Soldado 1° |  |
| Abreviatura      | (SOM)             | (SO)       | (S1)        | (S2)        | (C1)    | (C2)    | (MRO)(Z)               |  |
| Años en el Grado | 1 año como mínimo | 4 años     | 5 años      | 5 años      | 6 años  | 6 años  | 3 años                 |  |
| Código OTAN      | OR-8              | OR-7       | OR-6        | OR-5        | OR-4    | OR-3    | OR-2                   |  |